# Масерије ла Корте (Изернија)
Масерије ла Корте је насеље у Италији у округу Изернија, региону Молизе.
Према процени из 2011. у насељу је живело 238 становника. Насеље се налази на надморској висини од 282 м.